# Scaphoideus kumamotonis
Scaphoideus kumamotonis  (лат.) — вид цикадок рода Scaphoideus из подсемейства Deltocephalinae (Cicadellidae). Япония (Honshu, Kyushu, Tsushima Is.).

## Описание
Цикадки размером около 5 мм: самцы 4,1—4,6 мм, самки 4,4—5,1 мм. Голова слегка уже пронотума. Основная окраска желтовато-коричневая с темными отметинами (фронтоклипеус палево-жёлтый с двумя поперечными коричневыми полосками у переднего края; пронотум и мезонотум палево-коричневые). Пронотум в 2,1 раза шире своей длины, и слегка длиннее, чем мезонотум. Стройные, узкие, с довольно сильно закругленно выступающей вперед головой. Переход лица в темя закруглённый, темя узкое. Валидный видовой статус Scaphoideus kumamotonis был подтверждён в 2013 году в ходе ревизии региональной фауны японскими энтомологами Сатоси Камитани (Satoshi Kamitani; Entomological Laboratory, Faculty of Agriculture, Университет Кюсю, Фукуока, Япония) и Масами Хаяси (Masami Hayashi; Department of Biology, Faculty of Education, Saitama University, Сайтама, Япония). Сходен с видом Scaphoideus albovittatus, отличаясь деталями строения гениталий самца.